# Avicularia ancylochira
Avicularia ancylochira is een spin uit de familie vogelspinnen (Theraphosidae) en lid van het geslacht Avicularia. Deze spin treft men voornamelijk aan in Peru.